# Tsjerenkoveffect

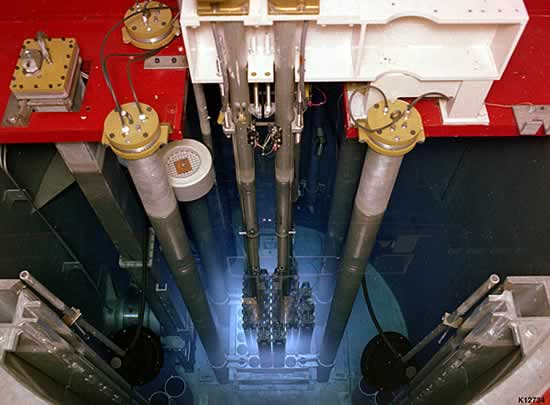
Tsjerenkoveffect in het hart van een TRIGA-reactor

Het tsjerenkoveffect is het verschijnsel dat elektromagnetische straling ontstaat als een elektrisch geladen deeltje zich door een medium voortplant met een snelheid groter dan de fasesnelheid van het licht in dat medium. Deze tsjerenkovstraling (ook gespeld als čerenkov-, cerenkov- of cherenkovstraling) is goed zichtbaar op foto's van kernreactoren, waarbij duidelijk een blauwe gloed waar te nemen is. Het effect is genoemd naar Pavel Tsjerenkov, de natuurkundige die in 1958 de Nobelprijs voor Natuurkunde kreeg voor de ontdekking van dit effect.
De oorsprong van deze straling kan op het eerste gezicht vreemd lijken, aangezien in de relativiteitstheorie van Einstein gepostuleerd wordt dat niets sneller dan het licht kan gaan. Dit postulaat geldt echter alleen in het luchtledige. Als licht zich door materie moet voortplanten, neemt de snelheid macroscopisch gezien af, soms zelfs aanzienlijk. Zo is in water met brekingsindex 1,33 de snelheid van het licht nog maar 1/1,33 = 0,75 keer de lichtsnelheid in vacuüm. Dit komt door de steeds voorkomende zeer kort durende interacties van het licht met de watermoleculen.
Zolang de hoog-energetische deeltjes de snelheid van het licht niet overschrijden, zullen de tijdens interacties gevormde fotonen elkaar uitdoven, maar als een deeltje sneller beweegt, wordt een coherent golffront gevormd. De straling is gericht volgens een kegel achter het deeltje. De openingshoek van de kegel is kleiner naarmate het deeltje sneller beweegt.

β is de snelheid van het deeltje ten opzichte van de lichtsnelheid c en n is de brekingsindex van het materiaal. Uit de illustratie volgt:. In dit theoretische geval is er geen dispersie, dus geen verschil in n voor verschillende golflengtes.

De kegel van coherente fotonen is vergelijkbaar met de geluidskegel veroorzaakt door een vliegtuig of kogel die zich sneller dan het geluid beweegt. De tsjerenkovstraling heeft een continu spectrum met een maximum in het ultraviolet toenemend met hogere frequenties. Doordat de brekingsindex steeds verder afneemt bij kortere golflengte wordt ze bij zeer hoge frequenties beperkt. Het menselijk oog neemt alleen de violette en blauwe straling waar. Doordat de gevoeligheid van het oog voor violette straling gering is ten opzichte van blauw, wordt tsjerenkovstraling waargenomen als blauw. Als de straling met het oog waargenomen kan worden, wijst dat op een grote activiteit, doordat het grootste gedeelte als onzichtbare straling vrijkomt.
De hoeveelheid tsjerenkovstraling is evenredig met het aantal geladen deeltjes en met hun energie. De hoeveelheid energie die vrijkomt per lengte-eenheid wordt beschreven door de frank-tamm-formule.
De straling wordt gebruikt voor detectie van neutrino's: zie Super-Kamiokande.